# 凱火山
45°03′45″S 72°59′09″W / 45.06250°S 72.98583°W

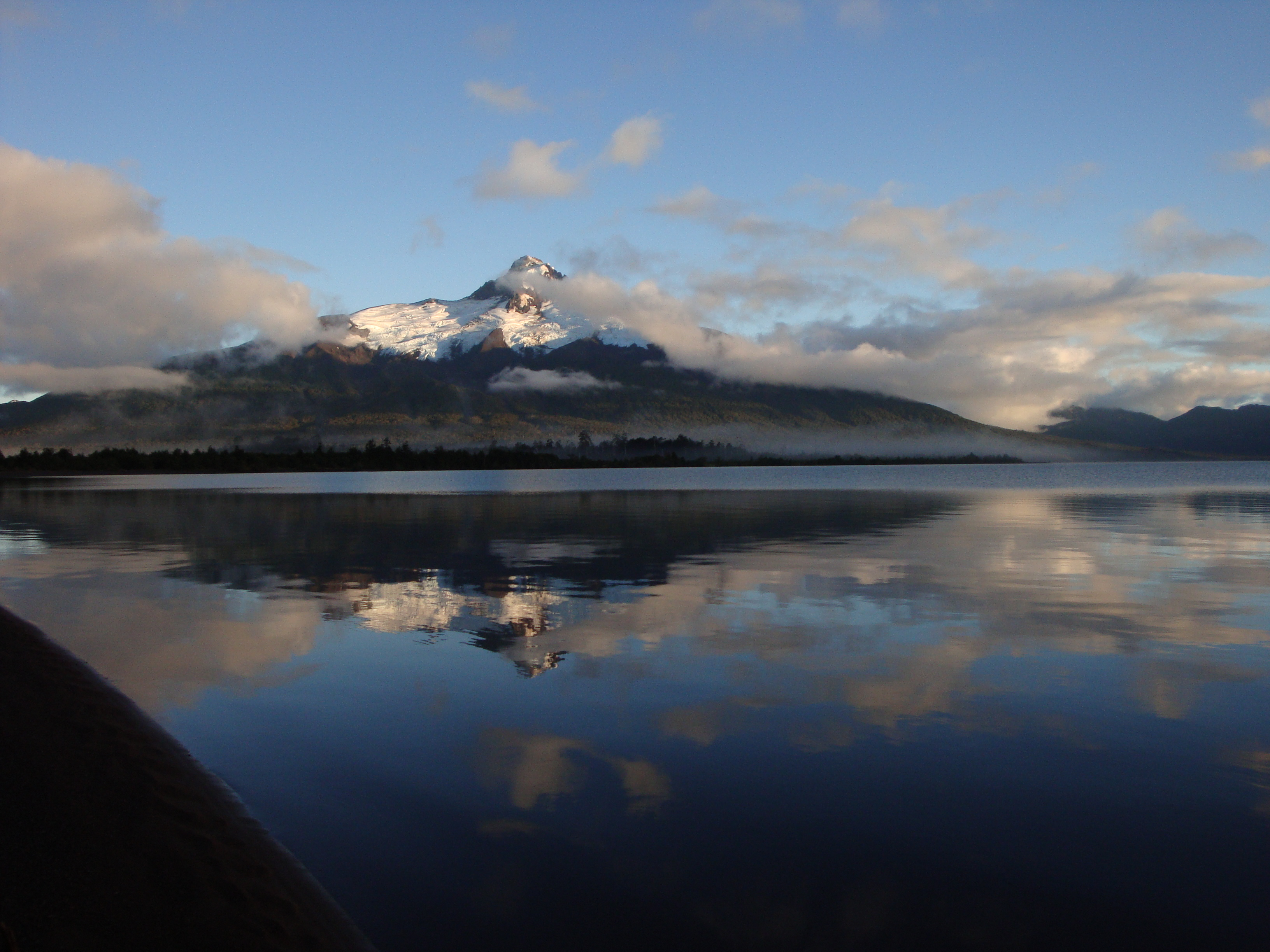

凱火山是智利的火山，位於該國南部伊瓦涅斯將軍艾森大區，鄰近馬卡火山，海拔高度2,090米，山體在更新世時期由玄武岩和英安岩組成。